# Marketing industriel
 (mars 2015).
Si vous disposez d'ouvrages ou d'articles de référence ou si vous connaissez des sites web de qualité traitant du thème abordé ici, merci de compléter l'article en donnant les références utiles à sa vérifiabilité et en les liant à la section « Notes et références ».

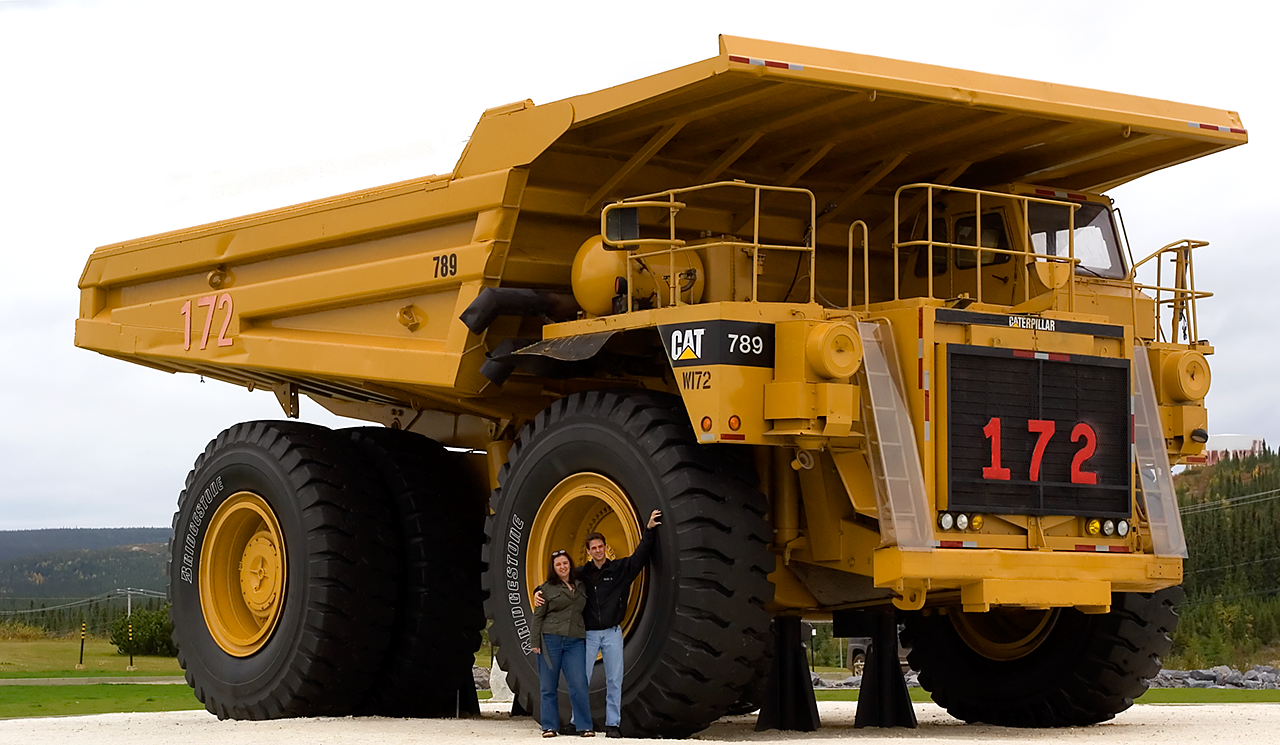
Benne Caterpillar 797 pour mine à ciel ouvert. Équipé de pneus Bridgestone ou Michelin.

Le marketing business to business ou marketing BtoB ou encore marketing B2B, anciennement appelé marketing industriel , est le type de marketing management spécifique pratiqué par des entreprises en direction des professionnels (entreprises, professions libérales, commerces, etc.) ou des organisations (État, organismes publics, hôpitaux, associations, etc.)
Il s'oppose au marketing management des services et produits de grande consommation, qui s'adresse au grand public.
Ce type de marketing management est donc plus complexe que celui du marketing management des services et des produits de grande consommation car les clients sont moins nombreux, plus informés et plus exigeants.
Ce type de marketing ne concerne que les services et produits fabriqués en série par les entreprises.
Les clients se composent de toutes les organisations qui acquièrent des services et des biens en vue de produire d'autres services et biens.
Le chiffre d'affaires des échanges commerciaux entre les entreprises représente près de 70 % de l'ensemble des échanges commerciaux. Il est donc plus important que celui réalisé sur le marché des particuliers.
C'est l'utilisation du produit plutôt que sa nature qui distingue le bien industriel du bien de grande consommation. Le marketing industriel se définit donc par rapport aux clients desservis et non par rapport aux services ou produits commercialisés.

## Historique
Le marketing B to B est né de la demande des décideurs des entreprises. En effet, les concepts et les outils du marketing management des services et produits de grande consommation n'étaient pas suffisant pour répondre à leurs besoins. Le marketing B To B est donc apparu afin de répondre aux besoins de cette catégorie de clients professionnels et des outils spécifiques ont été établis : étude de marché, marketing mix, segmentation, achats dans le milieu industriel.

## Présentation générale

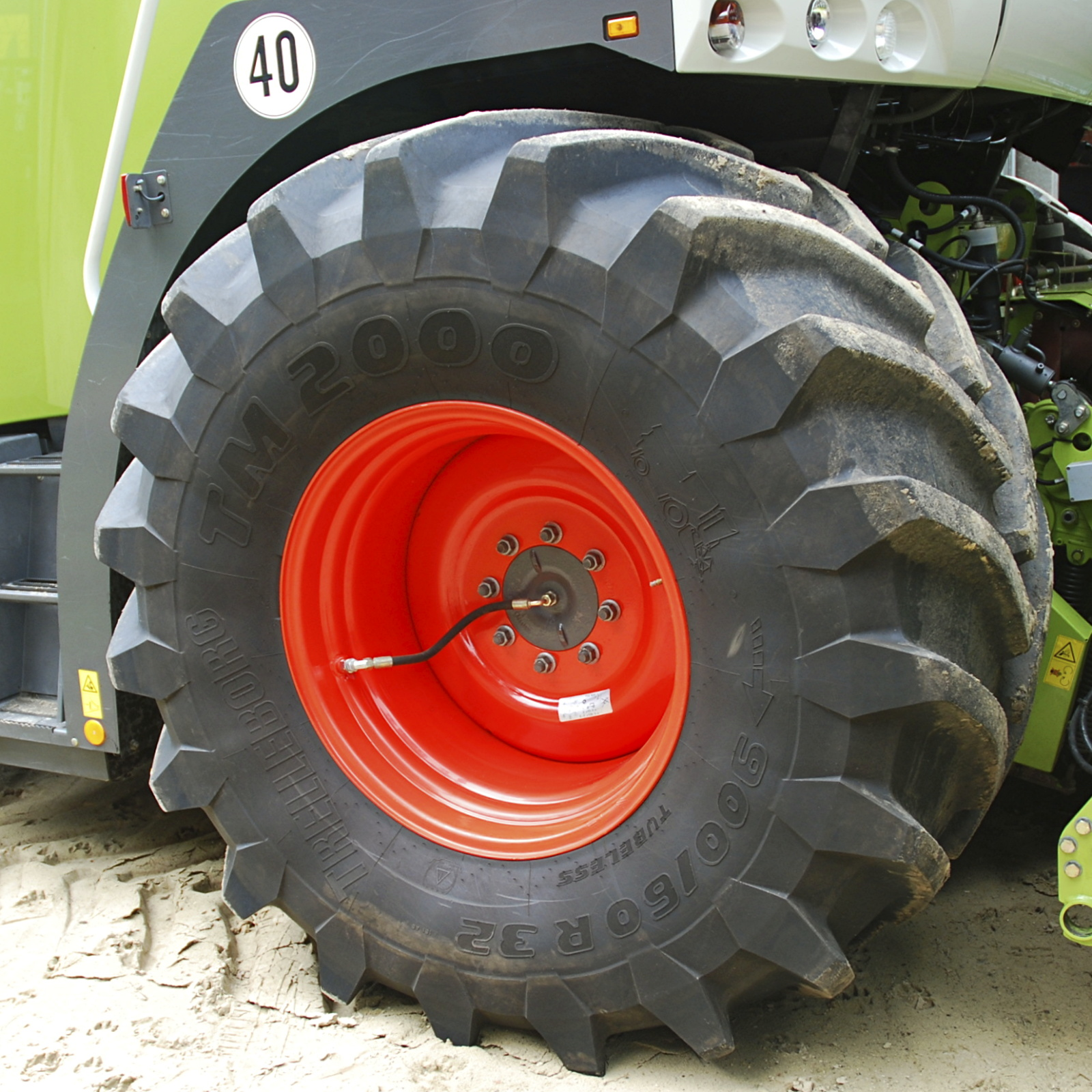
Pneu pour un tracteur agricole.

Le marketing management, entendu comme un ensemble de méthodologies, s'applique à quatre grands domaines de secteurs d'activité. Le marketing business to business à deux d'entre eux plus à celui de la distribution.
Les deux grands domaines du marketing business to business 
 et les grands secteurs d'activité économique correspondant
| Services | Produits |
| --- | --- |
| Assurances Banque Opérateur poste Courrier et livraison Ingénierie informatique, SSII, Opérateur télécoms fixe Technologie et services informatiques Tourisme Transports maritimes | Aéronautique Aérospatiale et défense Bâtiment Ciment Construction et travaux publics Éoliennes Chimie Matériel informatique Santé |

Le marketing business to business est un marketing invisible, la face cachée de l'iceberg.
- Michelin marketant ses pneus auprès des constructeurs automobiles, des fabricants de matériel agricole et des constructeurs d'avions.
- Airbus Industries qui markete son Airbus A380 auprès de Singapore Airlines et son A350 auprès d'Emirates.
- Vente par Intel de microprocesseur à Hewlett-Packard
- Vente par DuPont de plusieurs milliers de tonnes de Kevlar aux chantiers navals Newport News Shipbuilding pour changer le blindage des dix porte-avions nucléaires géants américains ;
- Vente par CFM International du turboréacteur CFM56 (fabriqué à 23.000 exemplaires) à Airbus et à Boeing
- Vente par Nutrasweet d'aspartam à Coca-Cola et sa lutte pour enrayer ses pertes de parts de marché ;
- Vente par Saint-Gobain de bouteilles en verre à Kronenbourg
- Vente par SAP AG de son progiciel de gestion à des entreprises de 23 secteurs d'activité différents ;
- Vente par Dassault Systèmes de logiciel de CAO CATIA à Boeing
- Vente par Microsoft de 11 000 tablettes Microsoft Surface Pro 2 à Delta Air Lines pour remplacer les 17 kilos traditionnels de documentation dans le cockpit, de préférence à l'iPad.

Depuis les années 2000, dans le monde du commerce électronique et d'internet, l'expression "Business to business" ou "B2B" désigne l'ensemble des architectures techniques et logicielles informatiques permettant de mettre en relation des entreprises. Il est opposable à Business to consumer (BtoC ou B2C).

### Caractéristiques spécifiques du marché industriel
Les marchés industriels présentent de nombreuses caractéristiques :
- La technique a un rôle important : En effet, les produits industriels sont souvent créés selon des normes précises établies en fonction des besoins des clients finaux.
- La demande du marché industriel est induite ou dérivée : Les entreprises achètent des biens industriels en fonction du marché final de consommation.
- La demande est souvent inélastique au prix : Si les prix d'achats des biens industriels augmentent, il n'y aura pas de baisse de la demande car les entreprises industriels répercuteront cette hausse sur leur prix de vente final[4].
- Le délai de fabrication : Les marchés industriel ont parfois des délais de fabrication très longs.
- La durée de vie des produits : Les produits industriels ont une durée de vie qui peut être très longue.
- Hétérogénéité des clients : Un produit industriel peut être acheté par une entreprise industrielle ou une multinationale.
- Clientèle très informée : La clientèle des biens industriels est très informée sur les produits dont elle spécifie même les caractéristiques.
- Relation client / fournisseur : Les clients recherchent la sécurité et la garantie d'un bon achat[2].

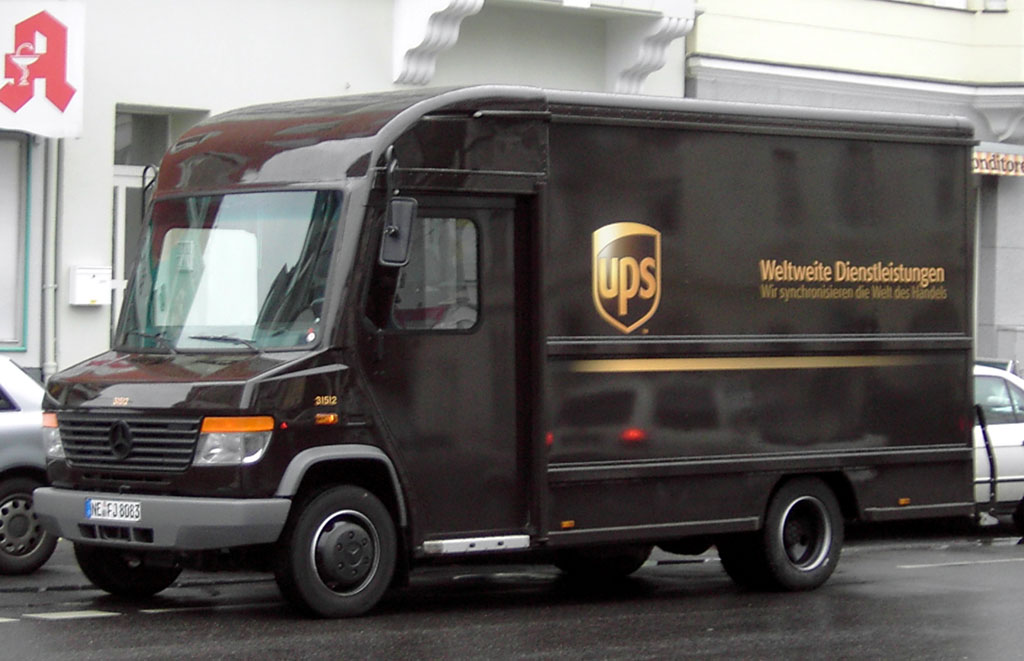
UPS. 380.000 personnes au service des entreprises

### Typologie des produits industriels
Il existe différents types de produits industriels au sein d'une structure, à savoir :
- Les matières premières qui peuvent être de nature agricole ou non agricole. Elles sont achetées à des entreprises pratiquant la vente directe dans le but d'être transformées.
- Les biens d'équipement : On distingue les biens d'équipement lourds et les biens d'équipements légers. Les biens d'équipements lourds concernent les gros matériaux tels que les grues mais aussi les bâtiments dont dispose l'entreprise. Les biens d'équipements légers, quant à eux, correspondent au petit matériel de l'entreprise ainsi qu'au matériel de bureau comme le mobilier, le matériel informatique, etc.
- Les produits intermédiaires : Il s'agit des produits utilisés lors de la fabrication d'un autre produit et qui ne peuvent être récupérés dans leur forme initiale[4].
- Les composants, accessoires, ...: Il s'agit des produits utilisés lors de la fabrication d'un autre produit (...).
- Les biens de consommation pour l'industrie : Lors de la fabrication d'un produit l'entreprise utilise des matières qui viennent à disparaître comme le carburant, la peinture, etc.
- Les services correspondent aux services achetés par l'entreprise afin d'améliorer son activité.

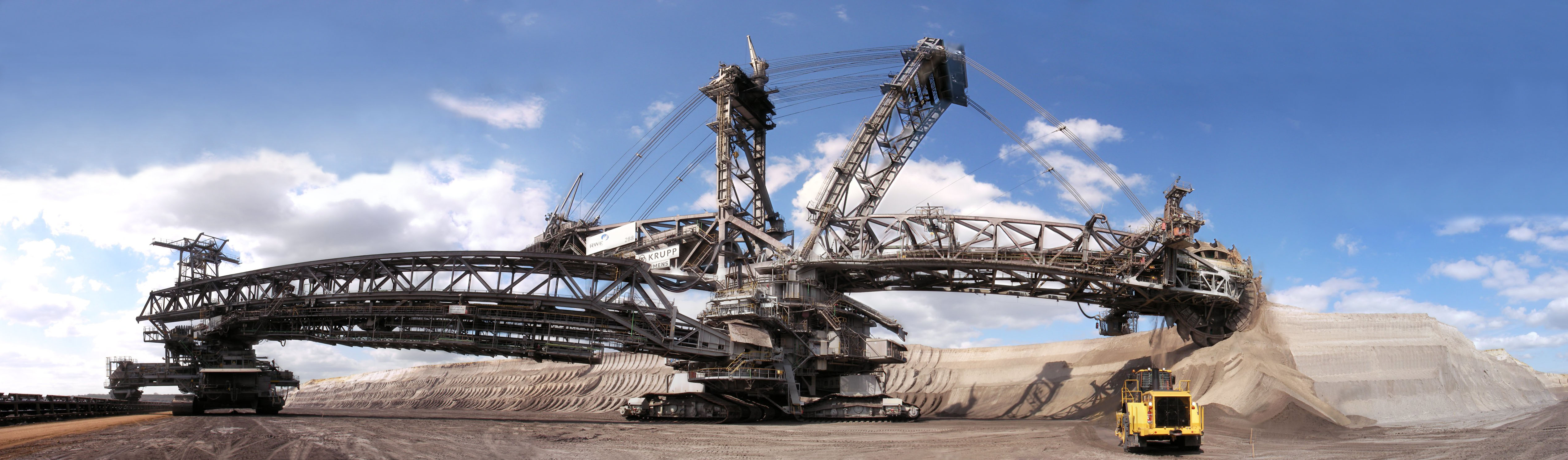
La Bagger 288. Construite en petite série, ce n'est pas tout à fait du marketing B-to-B

## Marketing mix du marché industriel
Un service dans 70 % des cas ou un produit complété par un service associé ; pas de distribution mais des commerciaux ; un tarif ; pas de publicité mais des salons professionnels et des références ; etc.

### Produit industriel
Le produit est le point le plus important du marketing mix en milieu industriel. En effet, avoir un produit n'est plus gage de vente.
L'entreprise doit donc avoir une bonne connaissance du couple produit-marché : un produit ne peut exister sans marché, et il faut qu'il réponde à un besoin, une attente. Le couple produit-marché exprime donc le fait qu'un produit répond à une attente et qu'une variante d'un même produit peut répondre à une autre attente.
Tout comme sur le marché de grande consommation, le produit industriel suit un "cycle de vie".
Le "cycle de vie" du produit industriel suit 5 phases  :
- Phase 0 : La recherche, la conception & le développement : Lors de cette phase l'entreprise industrielle évalue les besoins, l'intérêt commercial du marché...
- Phase 1 : Lancement et décollage : Lors de cette phase, l'entreprise investit beaucoup pour lancer son produit sur le marché
- Phase 2 : Croissance et développement : Si le produit satisfait le marché, alors les ventes seront en forte augmentation, la concurrence va réagir et une pression sur les prix va apparaître.
- Phase 3 : Maturité : Cette étape est plus stable que les précédentes : les prix se sont stabilisés, la demande est régulière, et les clients connaissent les produits de l'entreprise.
- Phase 4: Saturation et déclin : Lors de cette phase, le cycle de vie du produit arrive à son terme, soit par son obsolescence soit parce que le marché n'est plus satisfait par le produit ou qu'un substitut est plus adapté.

### Prix
Le prix est un élément fondamental pour une entreprise industrielle mais ce n'est pas le plus important. Pour établir une politique de prix, l'entreprise industrielle doit prendre en compte trois composantes :
1. Le prix d'achat et le prix réel : Comme pour le marketing de grande consommation, on ajoute au prix d'achat des charges annexes pour obtenir le prix réel.
2. Les appels d'offres : Les achats en milieu industriel s'effectuent le plus souvent par appel d'offres. Un appel d'offres est le fait qu'un entreprise désireuse d'acheter, fait savoir publiquement qu'elle souhaite acheter des biens.
3. Prix élevés et volumes importants : Les marchés industriels sont gages de volumes élevés tout en ayant un niveau de marge satisfaisant.

### Communication
Ils sont soit réservés aux professionnels, soit comportant des journées professionnelles Salon du Bourget.
Notons, entre autres, Batimat, CeBIT, Eurosatory, Consumer Electronics Show à Las Vegas, Salon international du machinisme agricole, Salon de Hanovre, Salon international de l'alimentation, Texworld, etc.

Les salons professionnels, une composante clé du marketing mix du marketing BtoB
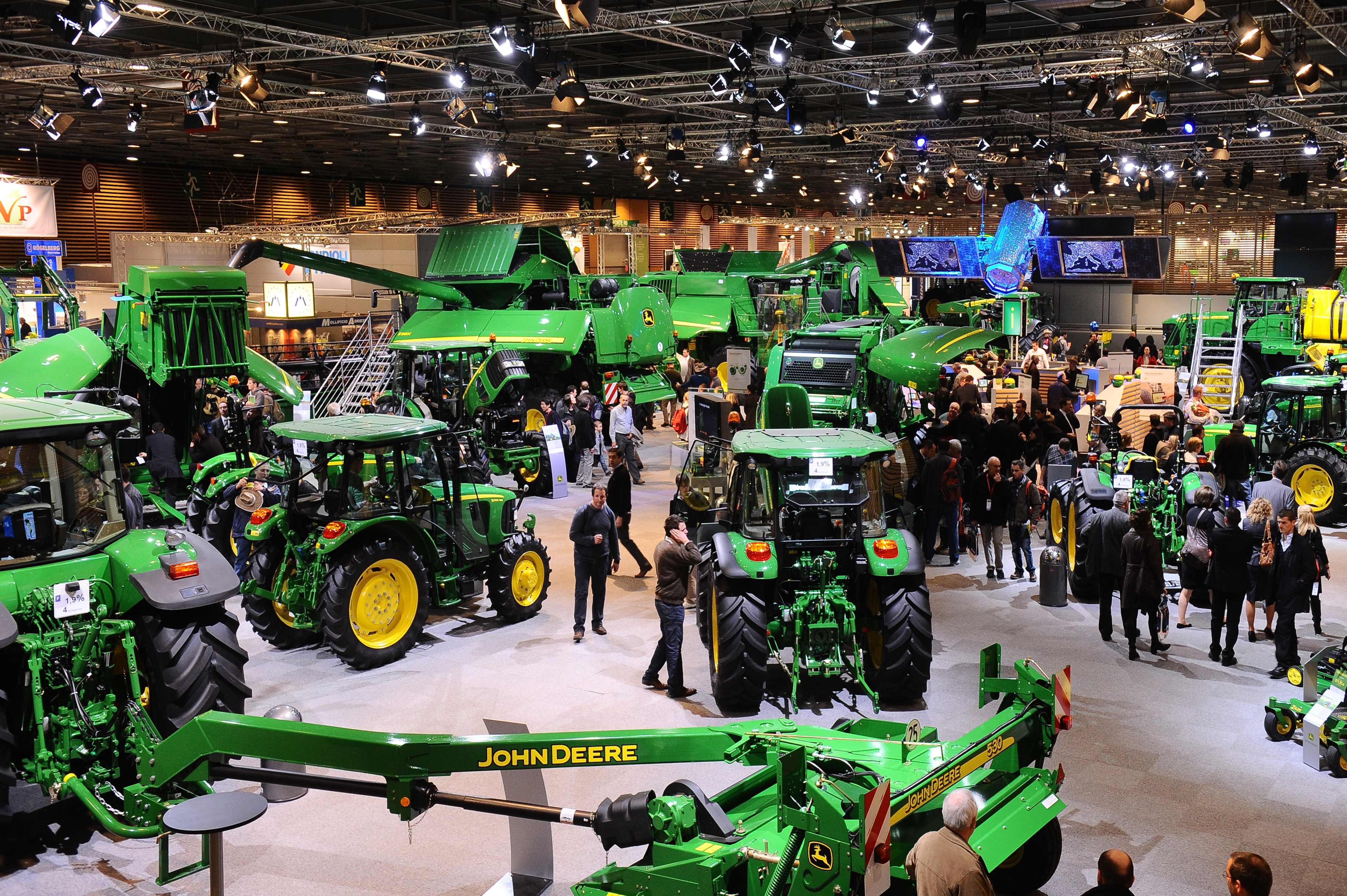
Mondial des Fournisseurs de l'Agriculture.
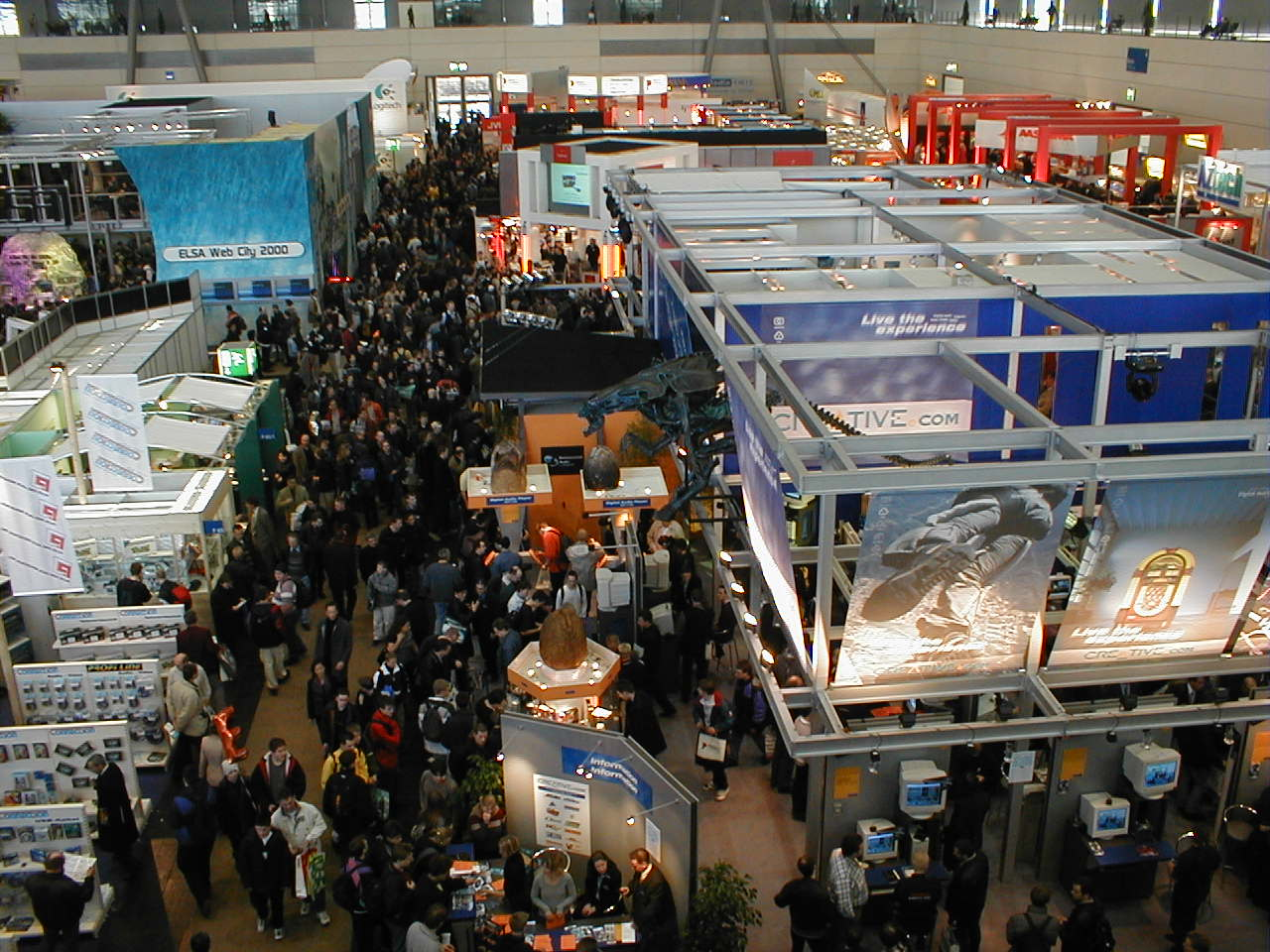
Le CeBIT.
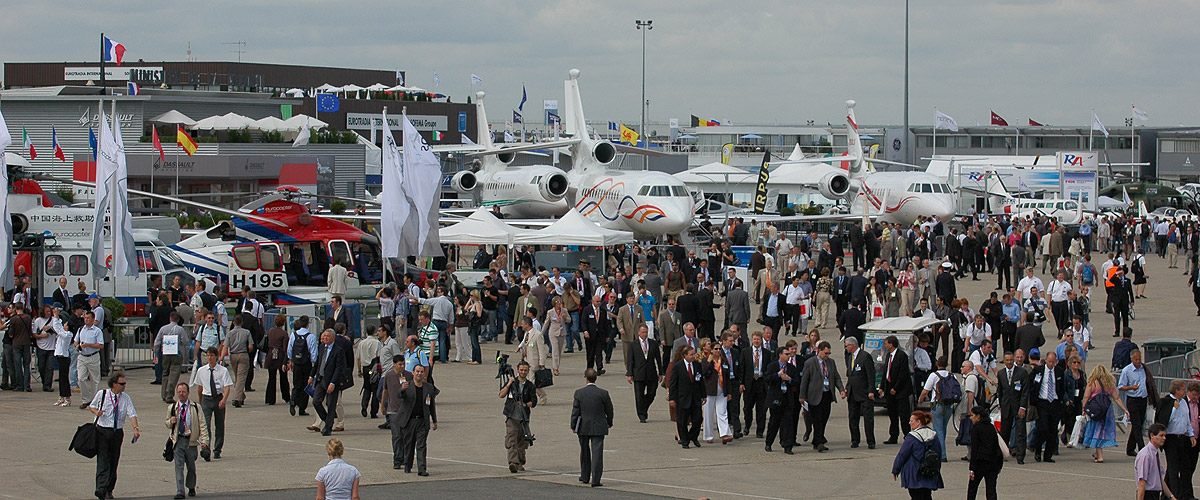
Le Salon du Bourget.
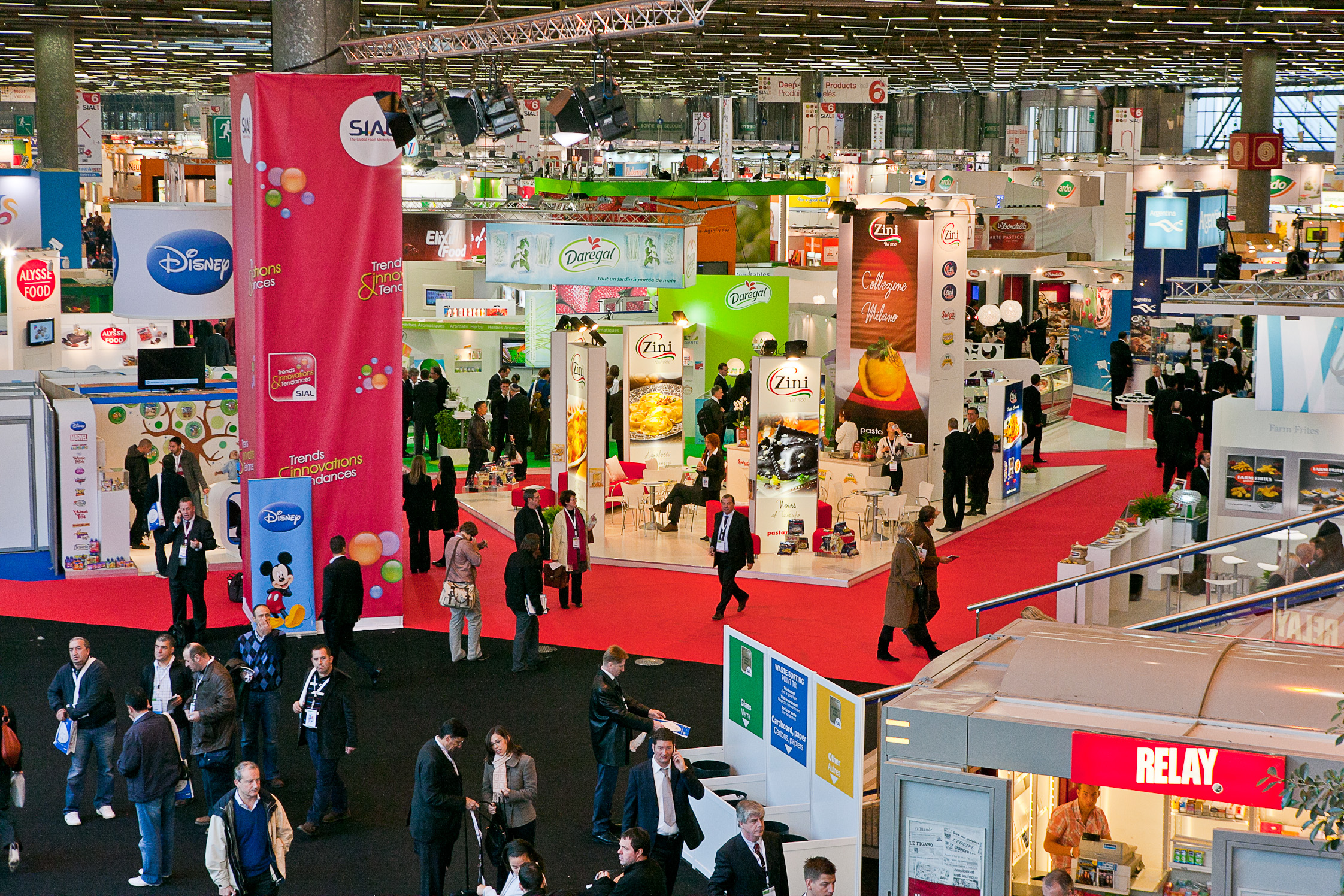
Le Salon international de l'alimentation.

La communication sur les produits industriels tend à se développer. En effet, la concurrence est rude et donc les entreprises doivent faire connaître leurs produits. Pour cela, plusieurs moyens sont disponibles :
- La publicité : À la différence de la publicité pour la grande consommation, la publicité en milieu industriel n'utilise pas la télévision qui est un média inefficace pour cibler les professionnels. La presse, quant à elle est un média très utilisé pour la publicité industrielle. Aussi Internet est un vecteur de communication intéressant car cela permet un ciblage précis et efficace des clients ou prospects industriels[2].
- La promotion des ventes : Méthode de communication hors média, la promotion des ventes consiste à présenter des offres personnalisées aux clients de l'entreprise en vue de modifier leur comportement d'achat à moyen ou long terme. La promotion des ventes se traduit à travers les opérations à base de primes (quantité supplémentaire lors de l'achat d'un produit), les opérations sur les prix (réduction de prix), les échantillons (petite quantité de produit offerte), les essais de produit (prêt d'un produit ou accès à un service), jeux et concours.
- Les relations publiques : Méthode de communication hors média, elles permettent de développer des relations durables avec les partenaires de l'entreprise. Ces partenaires sont de diverses natures : les médias, les pouvoirs publics, les associations et les chercheurs, les clients et les prospects, les fournisseurs, les distributeurs, les actionnaires et les partenaires financiers. Mais aussi des partenaires internes : les salariés, les filiales, la direction de l'entreprise, les organisations syndicales. Les relations publiques peuvent prendre plusieurs formes : les communiqués de presse, les interview dans les médias, le rapport annuel d'activité, l'organisation ou la participation à des événements.
- Le mécénat : 3e méthode de communication hors média, Le mécénat consiste à verser une somme à un organisme pour des actions d'intérêt général. Les champs d'action sont l'humanitaire, le social, la culture, la recherche et le sport.
- Le placement produit : Il consiste à faire apparaître sur un support télévisé son logo ou sa marque de façon très visible.
- Les blogs : Ces blogs ont pour objectif de faire partager avec les clients et les prospects de l'entreprise les expériences produits, les points de vue, et des conseils.

### Distribution
La distribution des produits se fait en fonction des clients et des produits à distribuer. L'entreprise a alors le choix de fournir directement le client ou alors de confier la distribution de certains de ses produits à des intermédiaires. Si l'entreprise décide d'assurer elle-même la distribution, il est nécessaire qu'elle mette en place une force de vente. De façon générale, une entreprise décide d'assurer elle-même la distribution lorsqu'elle constate un manque de compétence de la part des distributeurs pour assurer sa distribution mais aussi lorsqu'elle juge important de maîtriser par ses propres moyens sa distribution, participant ainsi à l'ensemble du processus allant de la production à la distribution.

En revanche, une entreprise peut également recourir à un intermédiaire pour assurer sa distribution.
Une entreprise peut faire appel à un distributeur pour plusieurs raisons:
- Elle ne souhaite pas assurer sa distribution car cela demande beaucoup trop de temps et préfère donc passer par un intermédiaire.
- Elle ne dispose pas des moyens nécessaires.
- Mais aussi parce que les clients sont difficiles à toucher lorsque l'entreprise ne dispose pas des compétences nécessaires en termes de distribution.

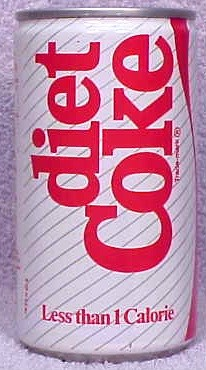
L'aspartam, marketé par Nutrasweet sur le marché des 0 calories

## Le processus d'achat en milieu industriel
Le processus d'achat  en marketing B to B  est un processus long et complexe. Tout d'abord les acheteurs qui sont professionnels s'informent sur la concurrence. La décision d'achat est donc prise à la suite d'une phase d'étude poussée (coût, rentabilité, rapport qualité/prix, commodité d'emploi, conditions de paiement, SAV...)
Un cahier des charges doit être établi de manière à lister les obligations du vendeur vis-à-vis de l'acheteur sur un marché précis (conditions de livraison, services annexes...)
Des devis sont établis avant les négociations.
Pour résumer et simplifier ce processus d'achat :
- Apparition, reconnaissance et identification d'un besoin
- Définition des caractéristiques du produits
- Recherche critique de fournisseurs
- Examen des offres et négociations
- Choix du fournisseur

Le processus d'achat se déroule donc entre un fournisseur et le centre d'achat. C'est une des différences principales entre le marketing B to B et le B to C.
Le centre d'achat regroupe plusieurs personnes : chef de service, acheteur, directeur commercial, responsable des achats etc. La décision d'achat passe donc par toutes ces personnes et complique ce processus.

## Études de marché dans le milieu industriel
Les études de marché ont longtemps été considérées comme secondaire par les entreprises industrielles. Pourtant elles sont indispensables pour vendre ses produits, bien que le cycle de vie des produits industriels évolue beaucoup moins vite que pour les produits de grande consommation.
Cependant, elles permettent aux entreprises de produire les quantités optimales et de vendre ce qui a été produit. Les études de marché permettent donc de savoir ce que souhaite le client.
Les objectifs de ces études de marché sont donc :
- Connaître le marché de l'entreprise
- Améliorer le potentiel de l'entreprise

Il existe 2 formes d'étude de marché : quantitatives et qualitatives, comme en marketing de grande consommation. Les techniques de réalisation de l'étude de marché sont donc les mêmes.

## Segmentation du marché industriel
La Segmentation marketing permet de trouver un équilibre entre le coût et le gain espéré. Les segments doivent être bien définis, ni trop étroit, ni trop large.
Des critères de pertinence doivent être établis comme :
- Le secteur d'activité et les dimensions de l'entreprise
- La performance économique de l'entreprise
- La nature des investissements

Ensuite, pour chaque segment il faudra déterminer : le nombre, le degré de concurrence, la localisation, les procédures d'achat, la stratégie à mettre en œuvre.

Services et produits qui font l'objet d'un marketing business to business
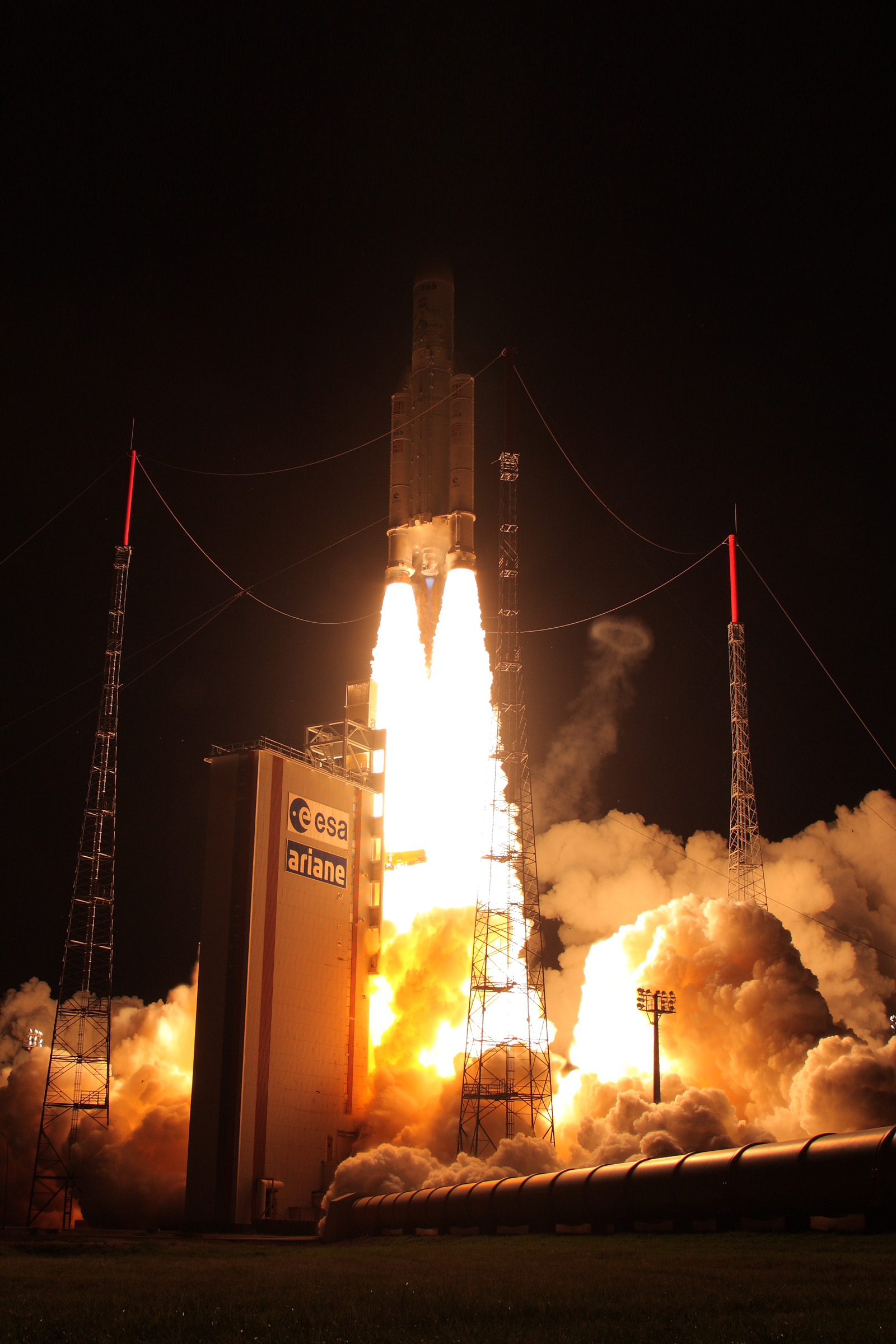
Ariane 5. Un marketing BtoB de service.
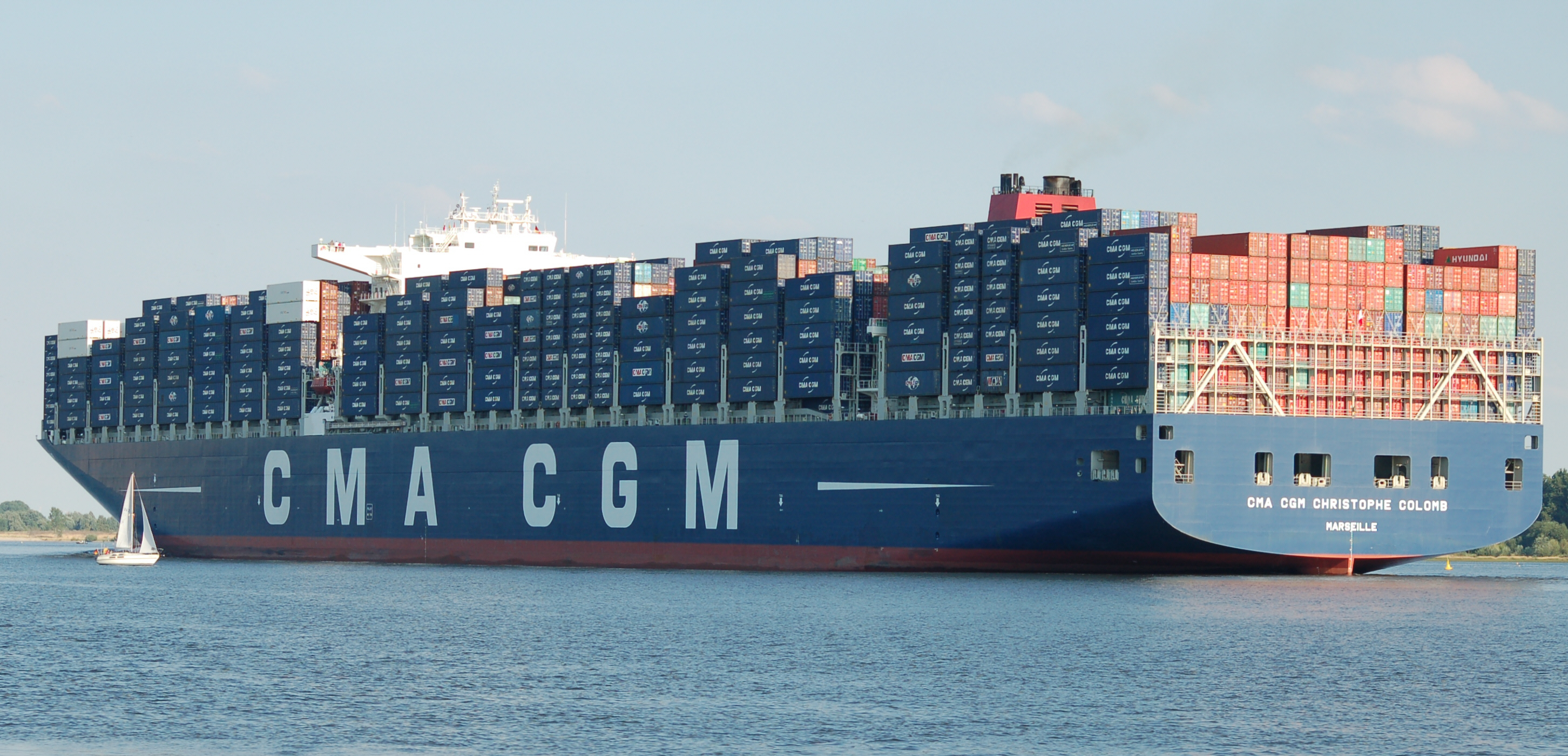
Le transport en container.
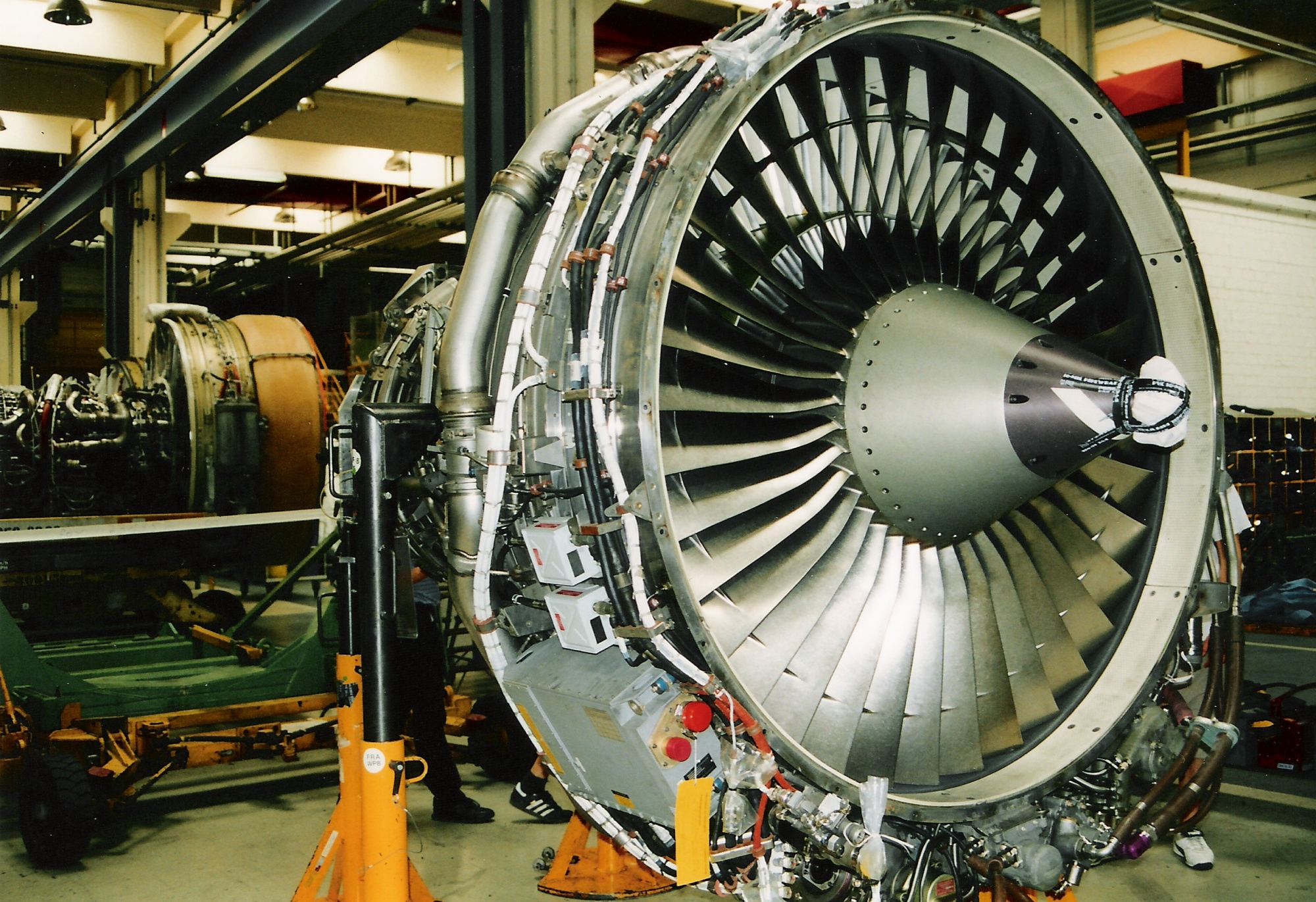
Le turbofan CFM56 vendu par Snecma à Boeing pour équiper ses 737.
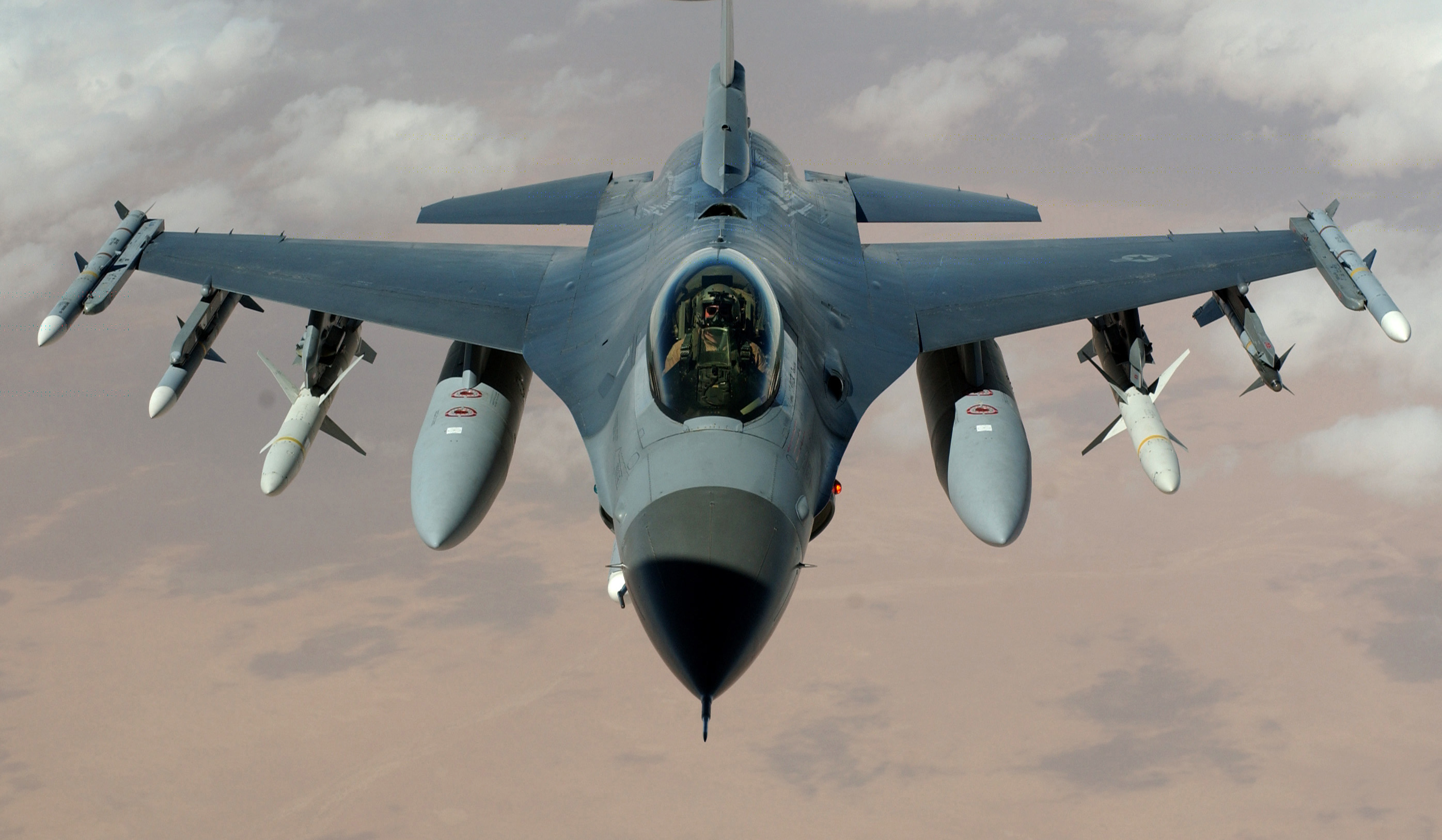
Un F-16 Fighting Falcon de Lockheed Martin. 4.500 exemplaires à 20 clients.
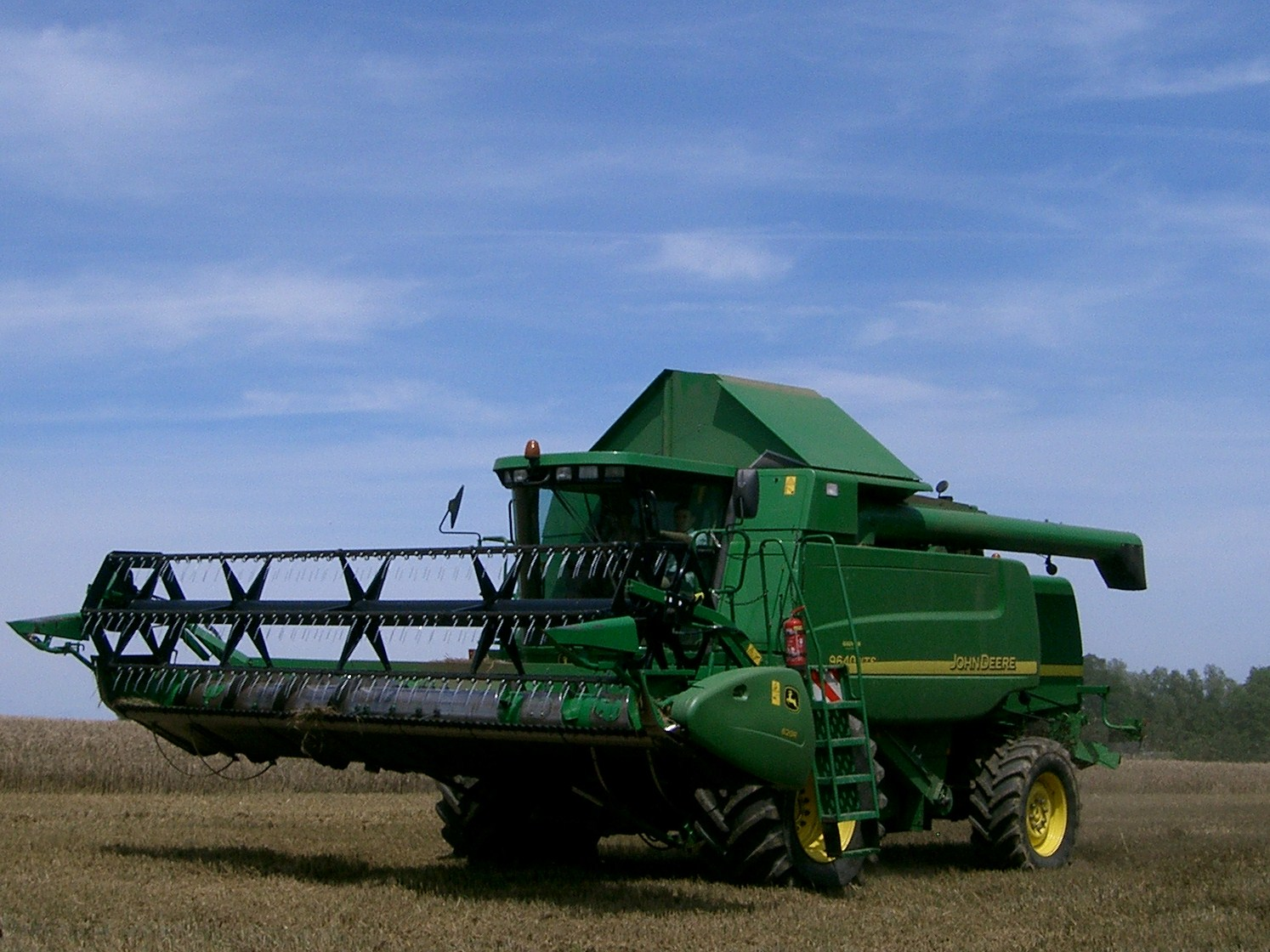
Une moissonneuse-batteuse
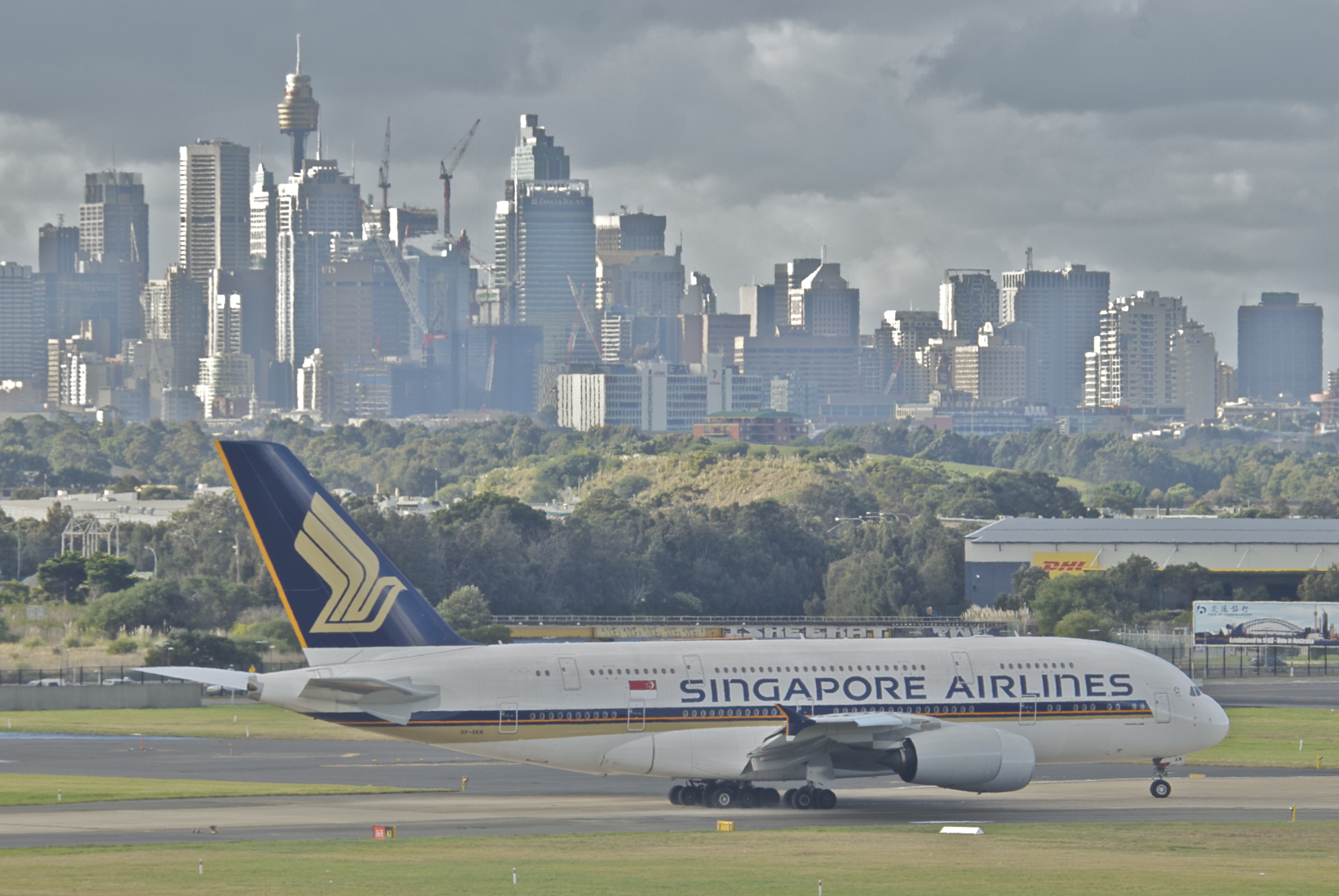
L'A380 à Singapore Airlines.